# Jakub Sawicki
Jakub Teodor Walery Sawicki (ur. 25 lipca 1899 w Wiedniu, zm. 3 lutego 1979 w Warszawie) – polski prawnik, kanonista, historyk prawa, profesor Uniwersytetu Warszawskiego.

## Życiorys
Urodził się 25 lipca 1899 w Wiedniu, w inteligenckiej rodzinie Jana Sawickiego, prawnika, i Emmy z Milikowskich (zm. 1933). Jego młodszy brat Stanisław był germanistą i skandynawistą. Pierwszy okres życia do osiągnięcia pełnoletności spędził w Wiedniu, gdzie w latach 1907–1917 odbywał naukę w Akademii Terezjańskiej, zwieńczoną maturą oraz złotym medalem cesarskim za wybitne wyniki w nauce. W 1918 zaciągnął się do Wojska Polskiego i został przydzielony do polskiego attaché wojskowego w Wiedniu w stopniu podporucznika, jednocześnie był studentem Wydziału Prawa Uniwersytetu Wiedeńskiego. W maju 1919 został odkomenderowany do służby w I Oddziale Naczelnego Dowództwa w Warszawie. W 1920 walczył w wojnie polsko-bolszewickiej, do września 1921 pracował w Ministerstwie Spraw Wojskowych. Od 1921 kontynuował studia na Wydziale Prawa Uniwersytetu Jagiellońskiego, gdzie w 1923 uzyskał absolutorium, a w 1926 stopień doktora praw. W latach 1926–1927 pracował jako aplikant w Sądzie Apelacyjnym we Lwowie. W 1927 został starszym asystentem w Katedrze Prawa Kościelnego na Wydziale Prawa UJ. W roku akademickim 1928/1929, dzięki stypendium Funduszu Kultury Narodowej, uzupełniał studia w ośrodkach naukowych w Pradze, Paryżu, Wiedniu i Berlinie. W 1930 podjął pracę w Departamencie Wyznań Ministerstwa Wyznań i Oświecenia Publicznego, gdzie zajmował się sytuacją prawną niekatolickich związków religijnych, a następnie od 1935 w Wydziale Prawnym tego Ministerstwa. Na podstawie rozprawy O stanie prawnym mniejszości religijnych w Państwie Polskim habilitował się w 1937 na Wydziale Prawa Uniwersytetu Stefana Batorego w Wilnie, po czym na tej uczelni jako docent podjął wykłady z zakresu prawa wyznaniowego. W 1938 przebywał w Rzymie, gdzie prowadził badania w Archiwum Watykańskim.
Podczas okupacji hitlerowskiej pracował najpierw w Komisji Likwidacyjnej MWRiOP, a od grudnia 1940 do powstania warszawskiego piastował stanowisko radcy prawnego w Urzędzie Patentowym. Od 1941 prowadził tajne wykłady prawa kościelnego dla studentów Wydziału Prawa UW. Uczestniczył również w dywersji propagandowej Armii Krajowej tzw. Akcji N. Po upadku powstania warszawskiego (w którym zginęli pasierb i brat Jakuba) poprzez obóz w Pruszkowie trafił do Krakowa, gdzie wykładał prawo kościelne na tajnych kompletach. Dojeżdżał także do Kielc aby prowadzić zajęcia dla studentów Wydziału Prawa Kanonicznego Katolickiego Uniwersytetu Lubelskiego. W 1945 jako zastępca profesora prowadził wykłady i ćwiczenia z prawa kościelnego na Wydziale Prawa UJ.
Po zakończeniu wojny, w październiku 1945 został zatrudniony na Wydziale Prawa UW, gdzie kolejno zajmował stanowiska zastępcy profesora, docenta i profesora zwyczajnego (od 1947). W latach 1947–1954 kierował Katedrą Historii Państwa i Prawa Polskiego, a potem był pracownikiem tej katedry. W latach 1956–1959 był prodziekanem Wydziału Prawa UW. W latach 1947–1949 przewodniczył komisji rządowej do spraw reformy prawa patentowego. Na emeryturę przeszedł w 1969.
Należał do wielu krajowych i zagranicznych towarzystw i organizacji naukowych. Był członkiem m.in. Société d’Histoire de Droit w Paryżu, Institute of Medieval Canon Law w Waszyngtonie, Polskiego Towarzystwa Historycznego, Towarzystwa Miłośników Historii, Towarzystwa Naukowego Warszawskiego, Towarzystwa Naukowego KUL. Należał również do Komisji Prawniczej oraz Komisji Historycznej Polskiej Akademii Umiejętności w Krakowie.
Od 1932 był mężem Elżbiety Czarkowskiej z Kirchmayerów (1902–1976).
Zmarł w Warszawie, pochowany na cmentarzu Powązkowskim (kwatera 48-4-13).

## Osiągnięcia badawcze
Naukowo zajmował się historią prawa i ustroju Polski, prawem kanonicznym Kościoła katolickiego, bibliografią historycznoprawną, prawem patentowym. Był w Polsce prekursorem nauki nowocześnie rozumianego prawa wyznaniowego, jako wykładu norm prawa państwowego regulujących wolność sumienia i wyznania oraz położenie wspólnot religijnych w państwie.
Pod jego kierunkiem stopień doktora nauk prawnych otrzymał m.in. ks. Henryk Karbownik (w 1971 na podstawie rozprawy pt. Ciężary stanu duchownego w Polsce na rzecz państwa od roku 1381 do połowy XVII wieku).

## Wybrane publikacje
- Concilia Poloniae. Źródła i studia krytyczne, 11 tomów, Kraków, Warszawa, Wrocław, Lublin 1945–1961.
- Iura Masoviae terrestria, Warszawa 1974.
- Kościół ewangelicki a państwo na polskim Górnym Śląsku, Katowice-Warszawa 1938.
- Materiały do polskiej bibliografii historyczno-prawnej za lata 1944–1953, Poznań 1955.
- Matricularum Regni Poloniae summaria, Warszawa 1961.
- Statuty synodalne krakowskie biskupa Jana Konarskiego z 1509 roku, Kraków 1945.
- Studia nad położeniem prawnym mniejszości religijnych w państwie polskim, Warszawa 1937.
- Studia z dziejów Wydziału Prawa Uniwersytetu Warszawskiego, (wspólnie z Bogusławem Leśnodorskim) Warszawa 1963.
- Wybór tekstów źródłowych z historii państwa i prawa polskiego (kilka wydań, ostatnie: Warszawa 1953).
- Z dziejów ustawodawstwa synodalnego diecezji przemyskiej obrządku łacińskiego Kraków 1947.
- Z ksiąg Metryki Koronnej. Tekst pierwszych konstytucji sejmowych w języku polskim z r. 1543, Warszawa 1954.

## Ordery i odznaczenia
- Krzyż Oficerski Orderu Odrodzenia Polski (1957)[9]
- Krzyż Walecznych (za kampanię 1920)
- Złoty Krzyż Zasługi (1939)
- Medal 10-lecia Polski Ludowej (19 stycznia 1955)[10]

## Nagrody i wyróżnienia
- Nagroda Ministra Nauki i Szkolnictwa Wyższego za całokształt aktywności naukowej (1969)[1]
- Tytuł doktora honoris causa teologii Uniwersytetu Fryderyka Wilhelma w Bonn (1971)[1]
- Nagroda im. Księdza Idziego Radziszewskiego Towarzystwa Naukowego KUL za całokształt dorobku naukowego w duchu humanizmu chrześcijańskiego (1976)